# Opisthotropis daovantieni
Espèce
Statut de conservation UICN

 NT  : Quasi menacé
Opisthotropis daovantieni est une espèce de serpents de la famille des Natricidae. 

## Répartition
Cette espèce est endémique du Sud du Viêt Nam,.

## Description
C'est un serpent ovipare.

## Étymologie
Cette espèce est nommée en l'honneur de Dao Van Tien.

## Publication originale
- Orlov, Darevsky & Murphy, 1998 : A new species of Mountain Stream Snake, genus Opisthotropis Günter, 1872 (Serpentes: Colubridae: Natricinae), from the Tropical rain Forest of southern Vietnam. Russian Journal of Herpetology, vol. 5, no 1, p. 61-64.